# Euminuoides longitarsus
Genre
Espèce
Synonymes
- Euminua longitarsa Henriksen, 1932

Euminuoides longitarsus, unique représentant du genre Euminuoides, est une espèce d'opilions laniatores de la famille des Zalmoxidae.

## Distribution
Cette espèce est endémique du District capitale de Caracas au Venezuela.

## Description
Le syntype mesure 2,5 mm.

## Systématique et taxinomie
Cette espèce a été décrite sous le protonyme Euminua longitarsa par Henriksen en 1932. Elle est placée dans le genre Euminuoides par Mello-Leitão en 1935.

## Publications originales
- Henriksen, 1932 : « Descriptiones Laniatorum (Arachnidorum Opilionum Subordinis). Opus posthumum recognovit et edidit Kai L. Henriksen. » Det Kongelige Danske Videnskabernes Selskabs skrifter, Naturvidenskabelig og Mathematisk Afdeling, sér. 9, vol. 3, no 4, p. 197–422.
- Mello-Leitão, 1935 : « Alguns novos opiliões do Estado de S. Paulo e do Distrito Federal. » Archivos do Museu Nacional do Rio de Janeiro, vol. 36, no 1, p. 9–37.